# Христо Козаров
Христо Лазаров Козаров е български офицер, генерал-майор, командир на 27-а пехотна дивизия през Втората световна война (1941 – 1945).

## Биография
Христо Козаров е роден на 27 май 1895 година в град Шумен. Завършва през 1912 година средното реално училище в Плевен. През 1915 година завършва Военното училище в София. В периода 7 октомври 1915 – 15 март 1916 година е командир на втора рота във Военното училище. През Първата световна война е командир на взвод в тридесет и девети пехотен полк, а по-късно служи в 12-и пехотен полк и 5-и пограничен участък. От 1922 година е на служба в 15-и пограничен участък, след което служи в 15-а жандармерийска дружина. През 1928 г. е назначен на служба в 7-и пехотен преславски полк. През 1930 година е назначен за адютант на 3-та военноинспекционна област. Между 1940 и 1943 година е командир на тридесет и първи пехотен варненски полк. В периода 30 юли 1943 – 14 септември 1944 година е командир на двадесет и седма пехотна дивизия, като на 6 май 1944 г. е произведен в чин генерал-майор.
Излиза в запас през 1944 година. През 1945 година е осъден от Народния съд на затвор. През 1951 г., докато е в затвора Държавна сигурност открива на генерал Козаров отчетно наблюдателно дело „Козел“. Освободен е през 1952 година. По това време живее в Търговище и работи в местното архиерейско наместничество като води счетоводните сметки и пее в хора. Умира на 23 юни 1966 година в Търговище.
Христо Козаров е женен и има 2 деца.

## Военни звания
- Подпоручик (12 март 1916)
- Поручик (14 октомври 1917)
- Капитан (30 януари 1923)
- Майор (1933)
- Подполковник (6 май 1936)
- Полковник (6 май 1940)
- Генерал-майор (6 май 1944)